# Empoasca gongyla
Empoasca gongyla är en insektsart som beskrevs av Caldwell 1952. Empoasca gongyla ingår i släktet Empoasca och familjen dvärgstritar. Inga underarter finns listade i Catalogue of Life.